# Cuchilla del Fuego
Cuchilla del Fuego est une ville de l'Uruguay située dans le département de Paysandú. Sa population est de 27 habitants.

## Géographie
Cuchilla del Fuego est située à 30 km de la ville de Beisso.

## Population
| Année | Population |
| ----- | ---------- |
| 1963  | –          |
| 1975  | –          |
| 1985  | –          |
| 1996  | –          |
| 2004  | 27         |

Référence,: